# Devo 2.0
Devo 2.0 (também conhecido como DEV2.O) foi um quinteto pop, criado para a Walt Disney Records (com a participação de Devo), de atores mirins que cantam, dançam e (em seus videoclipes e sessões de fotos) fazem mímica tocando instrumentos junto com músicas regravadas por alguns dos membros originais do Devo. Jerry Casale dirigiu todos os nove vídeos. A atriz Jacqueline Emerson, que mais tarde apareceu em Jogos Vorazes, era membro. A banda se separou em 2007 quando a vocalista Nicole Stoehr e o guitarrista principal Nathan Norman saíram.

## Contexto
Enquanto a música do álbum foi escrita e gravada por DEVO e meramente dublada em imagens nas quais as quatro crianças dançantes parecem estar se apresentando, alguns dos membros são músicos. O membro da banda Devo 2.0, Nathan Norman, afirma que eles tocam seus próprios instrumentos com uma leve ajuda de sequenciadores.  Mark Mothersbaugh disse que a banda regravou sua própria música devido a restrições orçamentárias. 
Um combo de DVD e CD homônimo foi lançado em 14 de março de 2006. Duas novas canções, "Cyclops" e "The Winner", foram escritas por Devo para o álbum. No verão de 2006, a banda iniciou uma série limitada de apresentações ao vivo.

## Letras
As letras de algumas das canções que eles executam foram editadas para torná-las mais "familiares" e remover muito das insinuações e ironias típicas das canções do Devo. 
- Em "Through Being Cool", por exemplo, a frase "Elimine os idiotas e os twits" é alterada para "Elimine o tempo que você perde em cliques".
- A cheia de insinuações "Girl U Want" é talvez a música mais alterada com todas as letras modificadas, e é cantada pela cantora do Devo 2.0, Nicole Stoehr, como "Boy U Want". [4]
- A música "Beautiful World" permanece praticamente inalterada até o final, onde as palavras "É um mundo lindo para você/Não é para mim" foram alteradas para "É um mundo lindo para você/Acho que eu também". Além disso, a letra da ponte "Menino e menina com roupas novas/Você pode sacudir para mim a noite toda, ei, ei" foi alterada para "Menino e menina com roupas novas/Você pode posar e festejar o dia todo ei ei".
- Em "Big Mess", a frase "Sou um menino com uma arma" tornou-se "Sou uma garota se divertindo".
- Em "Liberdade de Escolha", a linha "Liberdade de escolha é o que você quer" foi alterada para "Liberdade de escolha é o que você quer", e a linha "ele andou em círculos / até cair morto" tornou-se "ele entrou círculos/até que ele caiu".
- O tema de "Uncontrollable Urge" mudou de ansiedade social para desejo por salgadinhos, e "Jerkin 'Back 'N Forth", uma canção sobre uma mulher dizendo uma coisa, mas querendo dizer outra, agora é uma canção animada sobre dançar.
- A música "The Winner" é uma regravação com nova letra de "If the Shoe Fits" de Jihad Jerry & the Evildoers. O sentimento anti-George W. Bush foi substituído por uma canção sobre perseverança e pensar por si mesmo.

Em 2010, Jerry Casale, em uma entrevista conduzida por Sam Adams, do AV Club, mencionou sua diversão com as alterações forçadas da Disney, dizendo: "Você foi além de ficar bravo para apenas gostar de dizer: 'Esta é a prova de devolução. É isso.' Achamos muito engraçado."  Em uma entrevista de 2012, Jacqueline Emerson disse que achava que a banda foi "feita para provar o ponto de involução". 

## Membros

### Devo 2.0
- Nicole Stoehr – vocal principal
- Jacqueline Emerson – teclados
- Nathan Norman – guitarra solo, vocais
- Michael Gossard – baixo
- Kane Ritchotte – bateria

### Músicos (membros do Devo)
- Mark Mothersbaugh – sintetizadores, vocais, guitarra
- Bob Mothersbaugh – guitarra
- Gerald Casale – baixo
- Bob Casale – guitarra
- Josh Freese – bateria
- Neil Taylor – bateria

## DEV2.0

### CD
| N.º | Título                                                                    | Duração |  |
| 1.  | "That's Good" (Gerald Casale, Mark Mothersbaugh)                          | 3:21    |  |
| 2.  | "Peek A Boo" (Mark Mothersbaugh, Gerald Casale)                           | 3:03    |  |
| 3.  | "Whip It" (Mark Mothersbaugh, Gerald Casale)                              | 2:39    |  |
| 4.  | "Boy U Want" (Mark Mothersbaugh, Gerald Casale)                           | 2:56    |  |
| 5.  | "Uncontrollable Urge" (Mark Mothersbaugh)                                 | 3:08    |  |
| 6.  | "Cyclops" (Gerald Casale, Mark Mothersbaugh)                              | 2:48    |  |
| 7.  | "The Winner" (Gerald Casale, Mark Mothersbaugh)                           | 2:20    |  |
| 8.  | "Big Mess" (Gerald Casale, Mark Mothersbaugh)                             | 2:46    |  |
| 9.  | "Jerkin Back 'N Forth" (Mark Mothersbaugh, Gerald Casale)                 | 3:03    |  |
| 10. | "Through Being Cool" (Gerald Casale, Mark Mothersbaugh, Bob Mothersbaugh) | 2:35    |  |
| 11. | "Freedom Of Choice" (Mark Mothersbaugh, Gerald Casale)                    | 3:14    |  |
| 12. | "Beautiful World" (Mark Mothersbaugh, Gerald Casale)                      | 3:26    |  |
| 13. | "Girl U Want (faixa bônus exclusiva)" (Mark Mothersbaugh, Gerald Casale)  | 2:56    |  |

### DVD
1. "Freedom Of Choice"
2. "That's Good"
3. "Big Mess"
4. "Whip It"
5. "Uncontrollable Urge"
6. "Peek-A-Boo"
7. "Cyclops"
8. "Beautiful World"
9. "Boy U Want" (Versão No Devo 2.0 House)
10. “The Winner” (Vídeo Bônus Exclusivo)
11. “Girl U Want” (Vídeo Bônus Exclusivo)

### Outras gravações
Devo 2.0 fez um cover da música-título do filme da Disney de 1965, The Monkey's Uncle, para o álbum de 2006 Disneymania 4.